# 雙氟苯丁哌啶苯並咪唑酮
雙氟苯丁哌啶苯並咪唑酮（Pimozide；哌迷清；派脈淨；匹莫齊特；商標名 Orap）是二苯丁基哌啶類的抗精神病藥藥品。它於1963年由楊森製藥公司所研發。與氯丙嗪相比具有高效力（比例50-70：1）。在重量基礎上，它比氟哌啶醇更有效。對於妥瑞症及耐藥性抽動綜合症，哌迷清還具有特殊的神經系統適應功效。副作用包括静坐不能、遲發性運動障礙，以及更罕見的神經阻滯劑惡性症候群與QT間期的延長。

## 醫療用途
匹莫齐特在歐洲，美國及加拿大用于治疗妥瑞症以及耐藥性抽動綜合症。在欧洲则還用于治疗精神分裂症、慢性精神病、妄想性障碍和偏执型人格障碍

## 外部連結
- Pimozide Oral : Uses, Side Effects, Interactions, Pictures, Warnings & Dosing - WebMD （页面存档备份，存于）
- Pimozide | C28H29F2N3O - PubChem （页面存档备份，存于）
- Pimozide - DrugBank （页面存档备份，存于）

#invoke:navbox